# 尼尔斯·布拉克
尼尔斯·布拉克（丹麥語：Niels Blach，1893年12月6日—1979年12月10日），生于哥本哈根，丹麦前男子曲棍球运动员。他曾代表丹麦国家队参加1920年夏季奥林匹克运动会曲棍球比赛，获得一枚银牌。